# Port lotniczy Öndörchaan
Port Lotniczy Öndörchaan (IATA: UNR, ICAO: ZMUH) – port lotniczy w Öndörchaan, stolicy ajmaku chentejskiego, w Mongolii.